# Metopomyza henshawi
Metopomyza henshawi är en tvåvingeart som beskrevs av Zlobin 2002. Metopomyza henshawi ingår i släktet Metopomyza och familjen minerarflugor. Inga underarter finns listade i Catalogue of Life.